# Voiture Bpmz de la Deutsche Bahn
Les voitures Bpmz sont des voitures de chemin de fer climatisées de type UIC-Z1 de la Deutsche Bahn. Elles optent pour un aménagement en salle à allée centrale suivant l'exemple des voitures Corail françaises.

## Historique
Dans les années 1970 la volonté d'améliorer le confort des usagers des liaisons d'affaire entre pays européens a abouti à la réalisation de la voiture standard européenne. Toutefois, la DB considérait que le concept des voitures à salle ouverte, éprouvé dans les relations TEE, était plus adapté aux voitures de 2e classe. Plusieurs approches ont été explorées mais sont restées à l'état de projet, comme une voiture Bmz LüP à 12 compartiments allongée à 27,50 m, une voiture de 26,40 m en salle à allée centrale avec 24 rangées de 3 sièges (72 places, comme dans les voitures UIC-X) ou encore le projet de Bdmz (annonciateur de la Bvmz185 de 1985) qui combinait 3 compartiments à chaque extrémité et une salle centrale de 28 places (64 places au total).
Finalement, la DB a commandé 540 voitures UIC-Z1 dérivées de la voiture standard européenne mais aménagées en salle à allée centrale avec 20 rangées de 2 fois 2 places :
Prototypes et voitures de présérie
La DB commande dès 1978 10 prototypes puis 30 voitures de présérie de deux types :
- 18 Bpmz291.0, à bogies MD 52, monotension, 61 80 20-94 001 à 018,
- 2 Bpmz291.1, à bogies MD 52, multitension, 61 80 20-90 001 & 002,
- 18 Bpmz292.0, à bogies LD 76 à suspension pneumatique, monotension, 61 80 20-94 019 à 036,
- 2 Bpmz292.1, à bogies LD 76 à suspension pneumatique, multitension, 61 80 20-90 003 & 004.

Ces bogies seront finalement abandonnés au profit des MD 12. Les Bpmz292 se distinguent aussi par la disposition des impostes de part et d'autre de la séparation fumeurs - non-fumeurs (sur les 3e et 4e grandes baies).
Première série de Bpmz291
Une première série de 140 voitures a été livrées à partir de novembre 1981 :
- 90 Bpmz291.2, monotension, 61 80 20-94 037 à 126,
- 50 Bpmz291.3, multitension, 61 80 20-90 005 à 054.

Deuxième série de Bpmz291
200 voitures ont suivi du printemps 1983 à l'automne de 1984 :
- 198 Bpmz291.2, 61 80 20-94 127-326
- 2 Bpmz291.4 avec un bio-toilettes, 61 80 20-94 220 et 221

Troisième série de Bpmz291
160 voitures sont commandées en 1985, dont 118 adaptées aux fauteuils roulants :
- 12 Bpmz291.2, 61 80 20-94 327 à 338, monotension,
- 30 Bpmz291.3, 61 80 20-90 055 à 084, multitension,
- 20 Bpmz291.5, accessibles en fauteuil roulant, 61 80 29-90 001 à 020, multitension, transformées en Bpmz puis Bpmbz293.4,
- 98 Bpmz291.6, accessibles en fauteuil roulant, 61 80 29-94 001 à 098, monotension, transformées en Bpmz puis Bpmbz293.6.

Transformations
Parmi les voitures issues de transformations, on note :
- xx Bpmz293 étanches aux surpressions, à partir de 1991 :
N.B. le décompte[1] exact de ces voitures reste à consolider.
  - 209? Bpmz293.2, 73 80 20-94 128 à 336 (?) transformation en 1991 de Bpmz291.2,
  - 85 Bpmz293.2, 73 80 20-94 701 à 785 transformation en 1994 de Bpmz291.2,
  - 39 Bpmbz293.4, 61 80 29-94 020 à 058, dont les ex Bpmz291.5 de 1986,
  - 26 Bpmbz293.6, 61 80 29-94 019 à 044, ex Bpmz291.6 de 1986,
  - 55 Bpmbz293.6, 73 80 29-94 701 à 755 ex Bpmz291.5 de 1986,
  - 22 Bpmz293.1, 73 80 20-90 701 à 722 transformation en 1998 de Bpmz291.0,
  - 14 Bpmz293.3, 73 80 29-90 100 à 113 transformation de 1998 à 1999 de 293.6
  - 7 Bpmbz293.5, 73 80 29-90 703 à 709, transformation de 1998 à 1999 de Bpmz293.6,
  - 14 Bpmdz293.8, 73 80 84-94 700? à 713 de 1996, aménagées pour l'accueil des vélos.
- 1 Bpmz291.7, 61 80 20-90 028, prototype du redesign de 1997
- 30 Bpmbkz291.8, 61 80 28-94 001 à 030, avec coin snack, 1997
- xx Bpmz294 avec système d'information des passagers, à partir de 1997 :
  - 1 Bpmz294.1, 61 80 20-91 101, prototype du redesign de 1997,
  - 40 Bpmz294.2, 61 80 20-95 201 à 240, transformation de Bpmz291.0 en 2003,
  - 80 Bpmz294.3, 61 80 20-91 300 à 379, transformation de Bpmz291.3 en 2001,
  - 69 Bpmz294.4, 61 80 20-94 400 à 468, transformation de Bpmz291.2 en 2001,
  - 49 Bpmz294.5, 61 80 20-91 500 à 548, transformation de Bpmz291.2 en 1998,
  - 17 Bpmz294.5, 61 80 20-95 440 à 456, transformation de Bpmz291.2 en 2000,
  - 96 Bpmz294.6, 61 80 29-94 601 à 696, transformation de Bpmz291.6,
  - 20 Bpmz294.7, 61 80 29-91 701 à 720, transformation de Bpmz291.5,
  - 30 Bpmbkz294.8, 61 80 28-94 801 à 830, transformation de Bpmz291.8.
- xx Bpmz295, transformation de Bpmz293, avec système d'information des passagers :
  - 14 Bpmbz295.3, 61 80 29-91 300 à 313, transformation de Bpmz293.6,
  - 40 Bpmz295.4, 73 80 20-95 600 à 639, transformation de Bpmz293.2,
  - 15 Bpmz295.5, 73 80 20-91 550 à 564, transformation de Bpmz293.1,
  - 55 Bpmbz295.6, 73 80 29-94 600 à 654, transformation de Bpmz293.4 (?),
  - 7 Bpmbz295.7, 73 80 29-91 773 à 779, transformation de Bpmz293.5,
  - 36 Bpmbz295.8, 61 80 29-94 820 à 855, transformation de Bpmz293.4,
  - 14 Bpmbz295.9, 73 80 84-91 900 à 913, transformation de Bpmz293.8.
- 4 Bpmz296, 70 80 84-95 781, 782, 784 et 785 anciennes Bpmz293.2 modifiées en 1994 en voitures de 39 places de 1re classe[2], coins bagage et vestiaire central, étanches aux surpressions, dédiées au "Lufthansa Airport Express" par la ligne nouvelle.

Elles rejoignent en 1995 le Touristikzug en tant que Bpmz857.1 :
- 8 Bpmz857.1 puis Apmz857.5 (train Berlin-Warszawa-Express), immatriculées 73 80 84-90 903 à 906 et 913 à 916,
- 2 WRkmz858.0, voitures-restaurant immatriculées 73 80 88-90 907 & 908 (ex Bpmz293.2 73 80 20-94 730 & 740) reversées au train Jan Kiepura puis à la CityNightLine.

## Description
Ce sont des voitures de type UIC-Z1 (climatisées), l'allée centrale est aménagée avec 20 rangées de 4 sièges disposées consécutivement, les sièges étant situés face à face au milieu de chaque demi-salle. La demi-salle fumeurs (située à gauche côté toilettes) est plus courte (7 rangées sur 20).
Les plateformes d'accès sont situées en extrémité de caisse. Elles sont servies par des portes louvoyantes coulissantes. Les voitures arborent de chaque côté 9 grandes baies de 1 400 mm encadrées par deux baies de 800 mm comme celles des toilettes (sans vis-à-vis côté couloir). Les 6 petites fenêtres disposent d'impostes de même qu'à l'origine 4 grandes baies, une au milieu de chaque salle (2e et 7e grande baie) sauf sur les Bpmz292.
Les bogies Minden-Deutz MD 52 à double bras et structure en H sont aptes aux 200 km/h. Les voitures disposent de freins de rail électromagnétiques en complément des freins à disques à commande pneumatique automatique avec antiblocage de sécurité.
L'alimentation électrique est apportée par une barre omnibus 1 000 V 800 A monotension ou bitension (16 2/3 ou 50 Hz), épaulées de batteries au plomb PzS 24 V 385 A·h avec transformateur 13,6 kV·A.

## Utilisation
Les voitures BPMZ sont notamment utilisées par les entreprises ferroviaires allemandes et hongroises.

## Les différentes variantes
La DB a acquis 540 voitures Bpmz à partir de 1978 :
- 520 Bpmz291

auxquelles s'ajoutent :
- 20 Bpmz292 à bogies LD 76 à suspension pneumatique. Elles seront reconditionnées avec des bogies MD 52 plus classiques.

De nouvelles séries sont apparues par transformations :
- 4 Bpmz296 étanches aux surpressions, destinées à l'"Airport-Express", en 1991
- 115 (?) Bpmz293 (et Bpmdz293) étanches aux surpressions, à partir de 1994,
- 76 Bpmbdzf297 voitures pilotes issues de la transformation en 1980 de Bom280 et Bom281 de la DR.

## Voitures comparables
Il existe une voiture de première classe apparentée aux Bpmz :
- 7 Apmz123 de 51 places, devenues Apmz119.5 avec l'installation d'un système d'information des passagers. Elles se distinguent extérieurement par leur 2*11 baies de taille égale (1 400 mm).

En revanche, les 180 voitures Bvmz185 de 1985 ne reprennent pas la même base mécanique que les Bpmz. Leur aménagement panache 5 compartiments (aux extrémités) et une salle centrale de 34 places.

## Modélisme
Des modèles réduits des voitures Bpmz sont ou ont été proposés par Roco, LS Models, ACME…